# من مایکل هستم
من مایکل هستم (انگلیسی: I Am Michael) یک فیلم زندگینامه‌ای درام آمریکایی به نویسندگی و کارگردانی جاستین کلی است. این فیلم بر اساس مقاله بنویت دنیزت-لوئیس در مجله نیویورک تایمز با عنوان «دوست همجنسگرای سابق من» و با بازی جیمز فرانکو، زاکاری کوئینتو، اما رابرتز و چارلی کارور ساخته شده‌است.
فیلم به صورت محدود منتشر شد و در ۲۷ ژانویه ۲۰۱۷ توسط شرکت برین‌استورم مدیا به صورت ویدیویی پخش شد.